# Fianna Fáil
Fianna Fáil – Republikanska Stranka (irs. Fianna Fáil - An Páirtí Poblachtánach, eng. Fianna Fáil – The Republican Party), poznatija samo kao Fianna Fáil, irska je politička stranka desnog centra.

## Povijest
Osnovana je 23. ožujka 1926., a osnivač joj je Éamon de Valera. Prijevod imena stranke najčešće se prevodi kao Vojnici sudbine, iako je točniji prijevod Ratnici Fál-a (Fál je, prema predaji, staro ime za Irsku). Stranka je zamišljena kao predstavnik svih klasa te je vjerovala u ekonomski razvitak i socijalni napredak, bez obzira tko vladao Irskom, bilo desne ili lijeve frakcije.
Od sastavljanja prve vlade Fianna Fáila 9. ožujka 1932., u posljednjih 79 godina bili su na vlasti 61 godinu. Najduže razdoblje u kojem su vladali bio je 15 godina i 11 mjeseci (od ožujka 1932. do veljače 1948.), dok je najduži period u kojem nisu sudjelovali u vlasti bio 4 godine i 4 mjeseca (od ožujka 1973. do srpnja 1977.) Čak sedmorica od osam predsjednika stranke služili su kao Taoiseachi Irske (irski naziv za premijera).
Fianna Fáil je, od prvih izbora 1932. do posljednjih 2011., bila stranka s najvećim brojem zastupnika u Dali Éireann-u (donjem domu irskog parlamenta). Na posljednjim izborima doživjela je značajan poraz, izgubili su potporu čak 75% svojih birača. Razlog tome bio je zvanje Međunarodnog Monetarnog Fonda i Europske središnje banke u Irsku, kako bi pomogli dignuti posrnulo irsko gospodarstvo. Stanovnici Irske se nisu složili s tim, pa je velika potpora stranci na izborima izostala. Trenutno su treća najjača stranka u irskom parlamentu. 
Fianna Fáil se 16. travnja 2009. pridružila Europskoj liberalnoj, demokratskoj i reformističkoj stranci(ELDR), koja okuplja stranke liberalnih, demokratskih i reformističkih ideala iz 30 europskih zemalja, pretežito članica Europske unije, te je članica i Alijanse europskih liberala i demokrata u Europskom parlamentu, gdje drži tri zastupnička mjesta od izbora 2009.

## Ustroj i djelovanje
Stranka je okrenuta populizmu te često ističe svoju bliskost s narodom i mnogobrojno članstvo proizašlo iz toga. Ističu i svoju okrenutost republikanizmu te su njegov najpoznatiji predstavnik. Fianna Fáil je vodila vlade koje su uključivale i lijeve (Laburistička stranka i Zelena stranka) i desne stranke (Progresivni demokrati), što potvrđuje njenu sklonost prilagođavanju te su izuzetno pragmatična stranka. Trenutni vođa stranke je Micheál Martin.
Fianna Fáil ima i vlastitu mladež, nazvanu Ógra Fianna Fáil, a službene boje su zelena i narančasta. 

## Vanjske poveznice
Mrežna mjesta
- Fianna Fáil, službeno mrežno mjesto (engl.)